# Gomphidius glutinosus
Gomphidius  glutinosus (Jacob Christian Schäffer, 1774 ex Elias Magnus Fries, 1838), din încrengătura Basidiomycota, în familia Gomphidiaceae și de genul Gomphidius este o ciupercă comestibilă, denumită în popor bălușca molidului. Ea coabitează, fiind un simbiont micoriza, formând prin urmare micorize pe rădăcinile arborilor. Buretele se dezvoltă în România, Basarabia și Bucovina de Nord solitară, deseori și în grupuri, prin  păduri de conifere în special pe mușchi și cu preferință pe lângă molizi tineri, deseori la margini și cărări de pădure, de la deal (peste 300 m) la munte, începând în iulie, până în noiembrie.

## Descriere

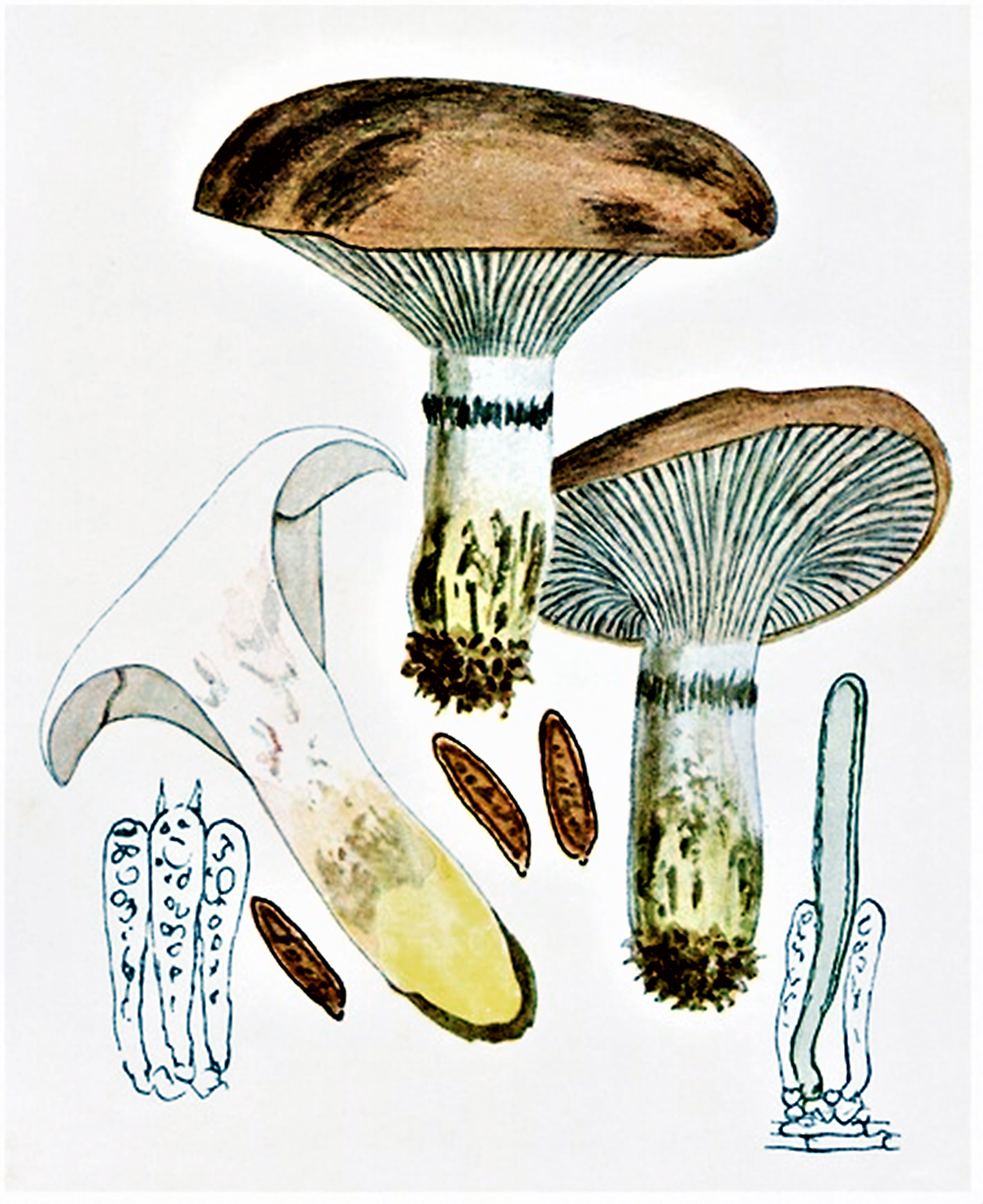
Bres.: Gomphidius glutinosus

- Pălăria: are un diametru între 5 și 12 cm, este cărnoasă, pentru mult timp boltită semisferic cu marginile răsucite spre interior, apoi convexă, la bătrânețe aplatizată și la mijloc adâncită, dezvoltând câteodată un gurgui central, puțin proeminent. Cuticula, care se poate decojii foarte ușor, este netedă și  golașă, acoperită în tinerețe de o mâzgă transparentă foarte groasă care se trage peste margine și lamele până la baza piciorului, arătând o cortină pal liliacee, formată din fibre foarte fine ca păienjeniș între marginea pălăriei și picior. Coloritul este la început brun-violet sau gri-purpuriu, după dispariția mucului mai mult roșu ca carnea, mai târziu cu pete negricioase care de asemenea apar după apăsare în scurt timp.
- Lamelele: sunt ceroase, distanțate, late, înalte și cărnoase, arcuite, mult decurente în lungul piciorului și numai puțin bifurcate precum ușor separabile, fiind inițial albicioase și devenind treptat gri ca funinginea.
- Piciorul: are o înălțime de 6-12 cm și o lățime de 1,5-2,5 cm, este cilindric, plin, fibros, nu rar îngroșat spre bază și acolo vâscos. El posedă o zonă inelară. Culoarea este albă în partea superioară și de un galben strălucitor în partea inferioară.
- Carnea: este groasă, moale, în picior fragilă, aproape niciodată atacată de viermi și de culoare albă (sub cuticulă brună), fiind în domeniul bazei de un galben înfocat. Ea nu se decolorează după tăiere. Mirosul este aproape imperceptibil, gustul plăcut și dulceag. Cuticula trebuie să fie îndepărtată imediat după cules.
- Caracteristici microscopice: are spori lunguieți-fusiformi, negru-cenușii, cu o mărime de 18-22 x 6-8 microni.[3][4]
- Reacții chimice: Cuticula buretelui se decolorează cu Hidroxid de amoniu violet, iar carnea purpuriu, buretele cu Hidroxid de potasiu violet, cu lugol (o soluție de  iod cu iodură de potasiu) albastru și cu sulfovanilină violet.[5]

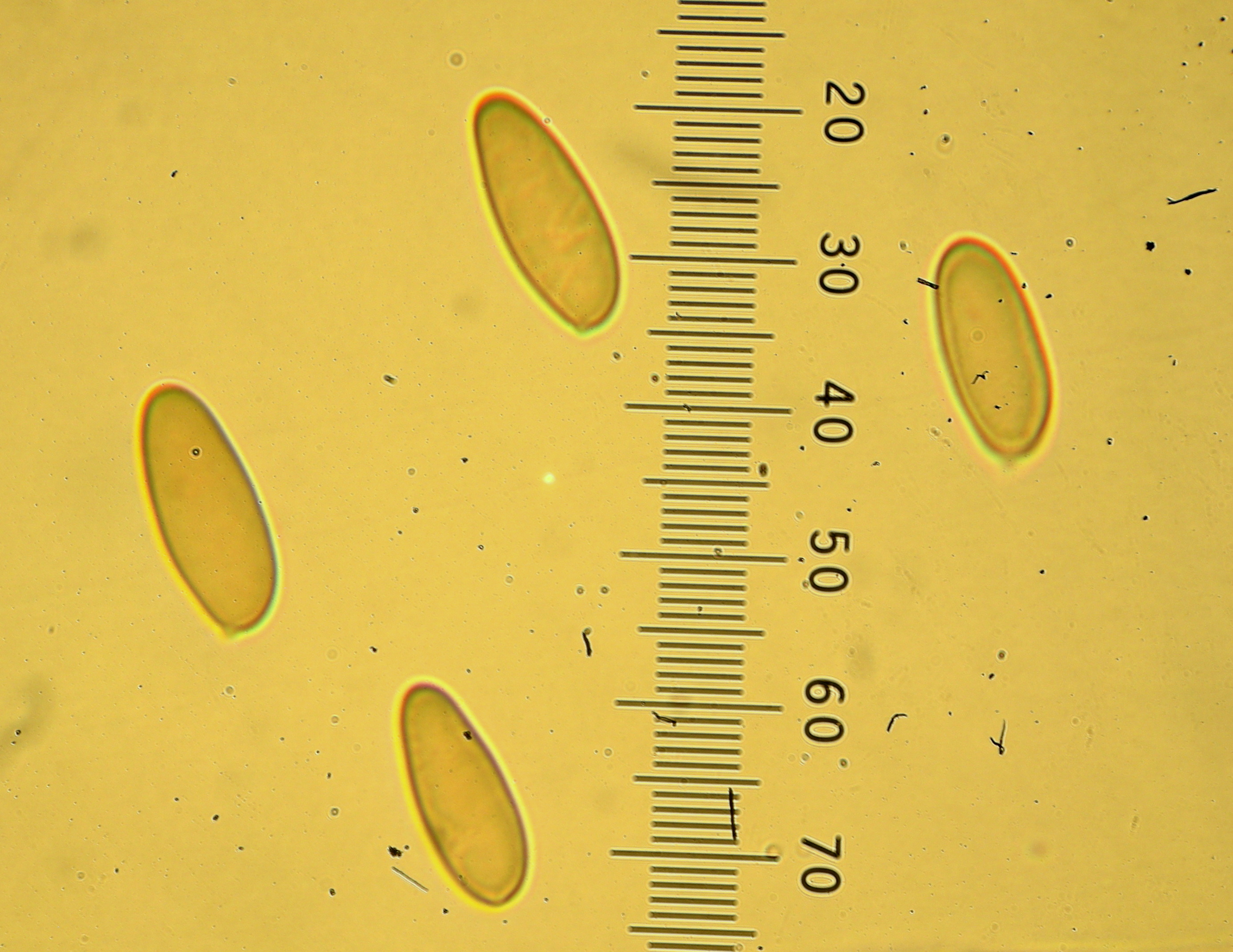
G. glutinosus, spori
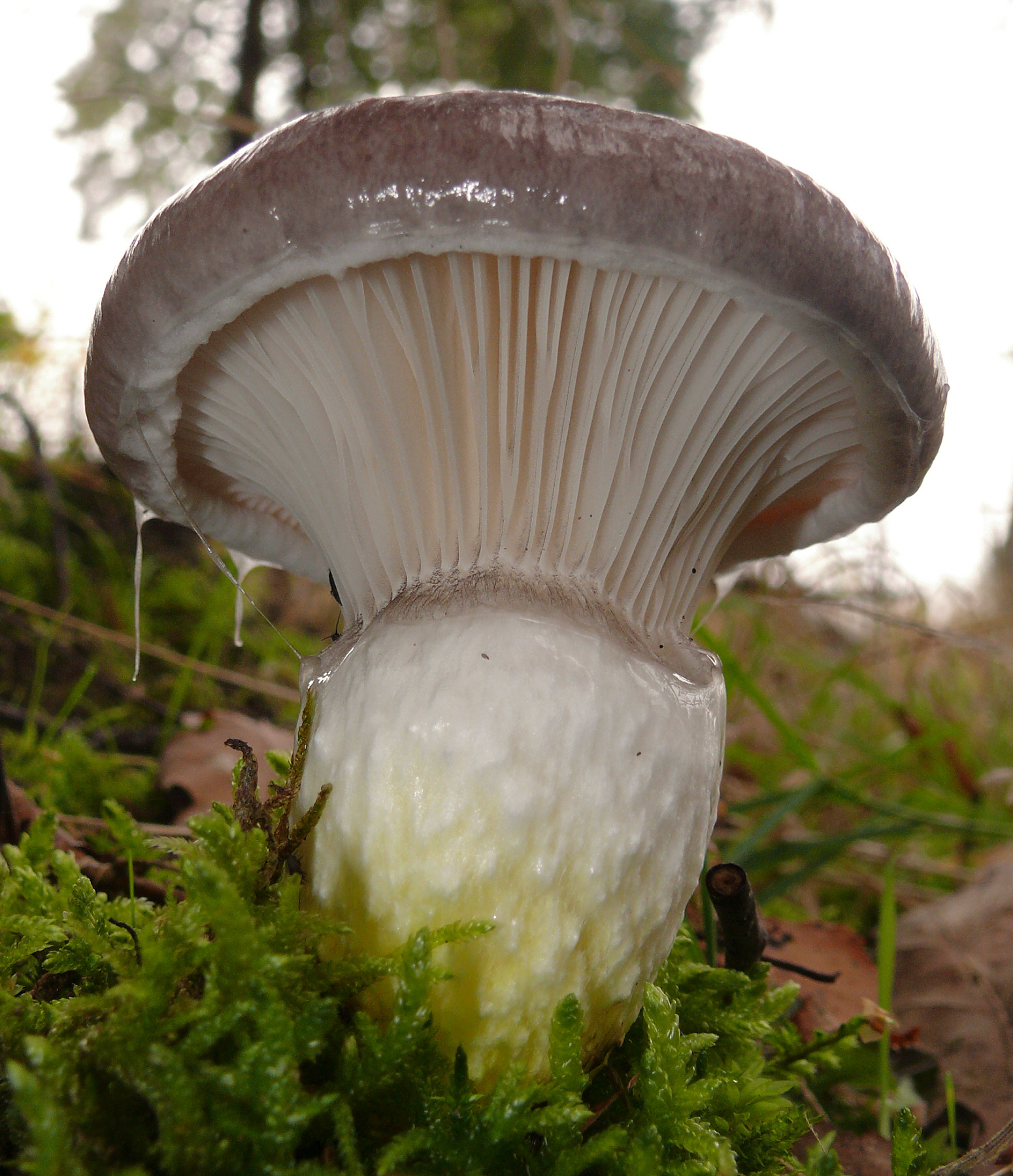
G. glutinosus, lamele
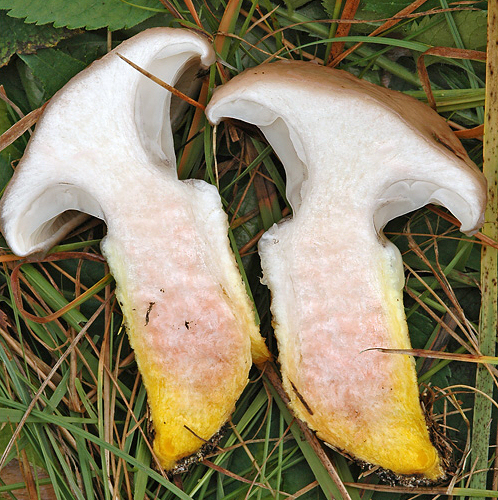
G. glutinosus, secțiune transversală
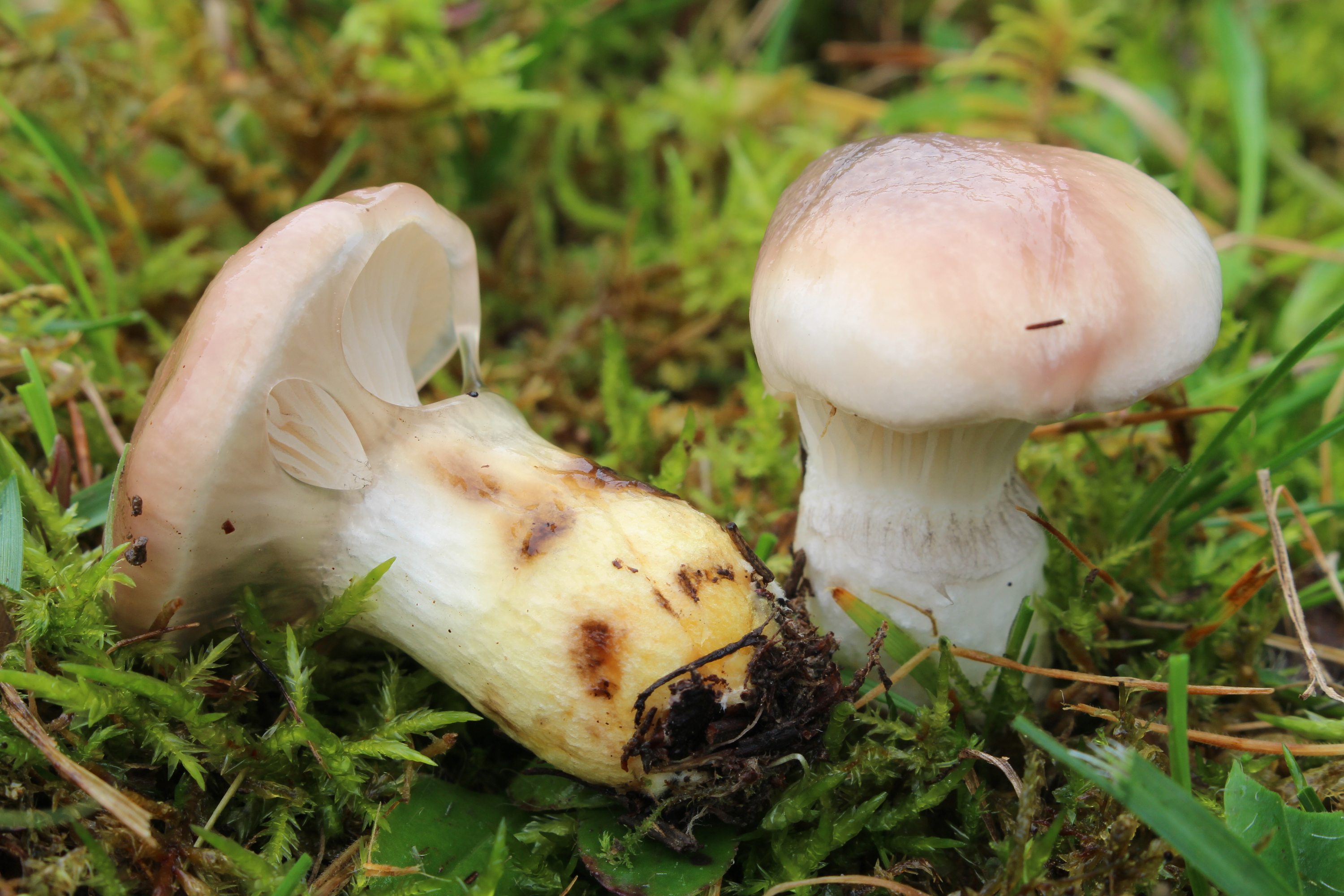
G. glutinosus deschis
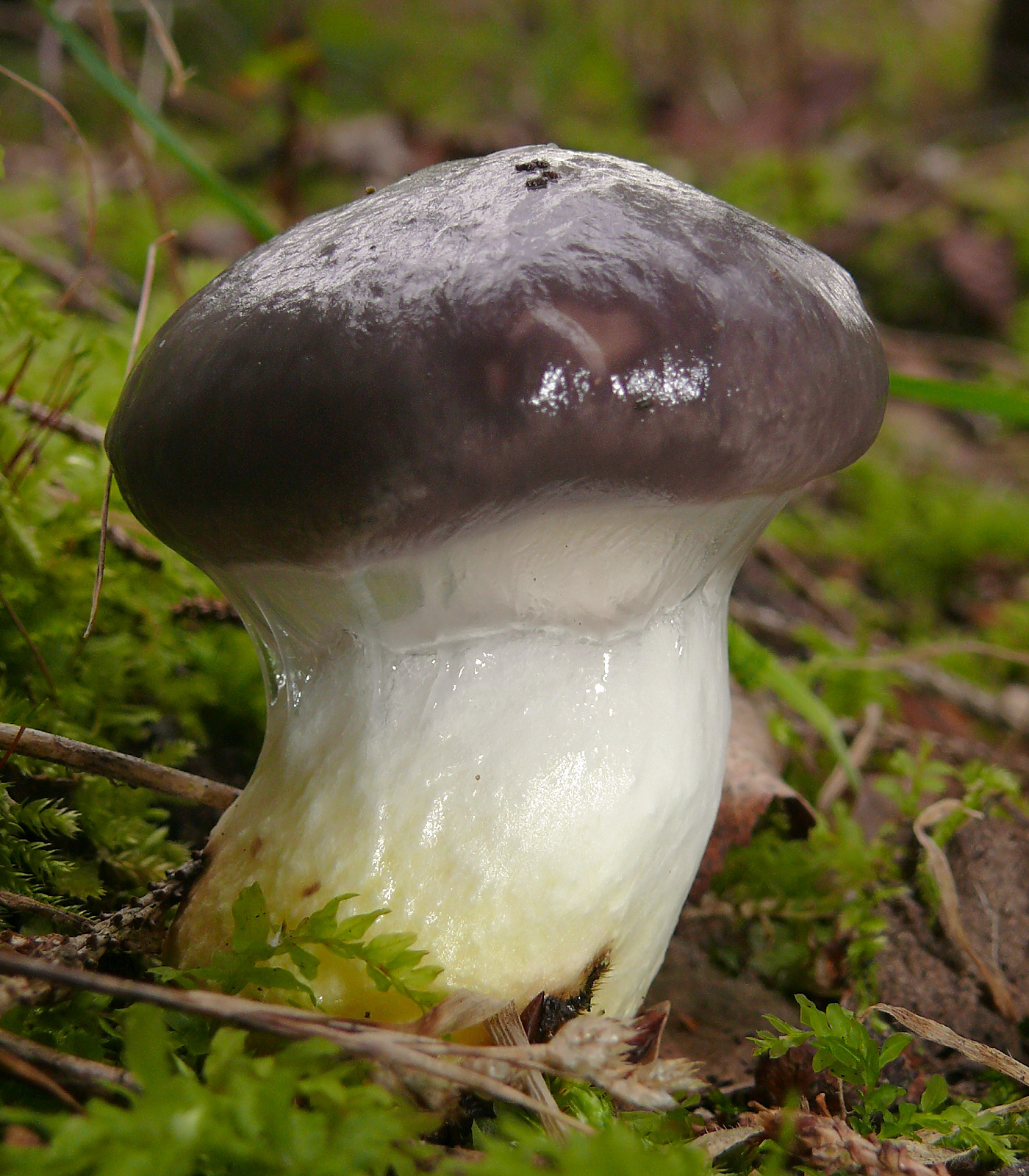
G. glutinosus tânăr
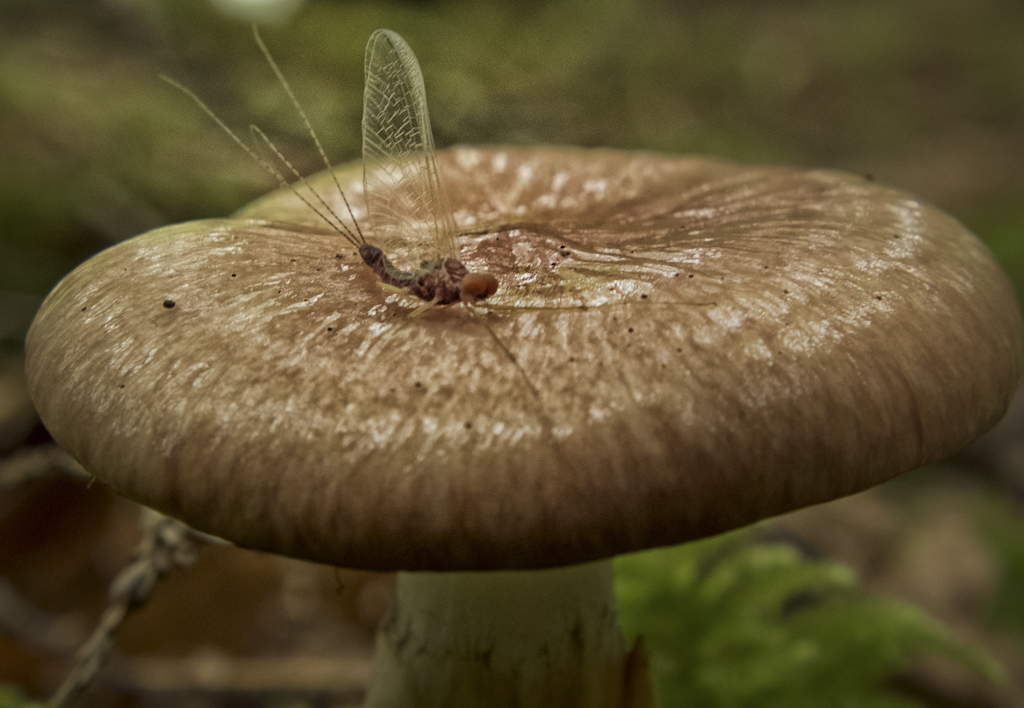
G. glutinosus bătrân

## Confuzii
Specia poate fi confundată de exemplu cu Chroogomphus helveticus sin. Gomphidius helveticus (comestibil), Chroogomphus rutilus sin. Gomphidius viscidus, comestibil (ceva mai mic, cuticulă uscată, dar tare unsuroasă la umezeală și mai roșiatică, crește sub pini), Gomphidius gracilis, comestibil, (ceva mai mic, colorit rozaliu, cuticulă unsuroasă, se dezvoltă sub larici), Gomphidius maculatus (comestibil), Gomphidius roseus, comestibil, (ceva mai mic, colorit roz-roșiatic, cuticulă lucioasă, maximal unsuroasă, nu mucoasă, crește sub pini),
De sus, buretele poate fi confundat și cu Suillus grevillei, comestibil (are tuburi, pori precum în tinerețe o manșetă largă, galben roșiatic până brun-roșiatic, crește sub larici) sau cu Suillus luteus, comestibil (și el are tuburi și pori precum o manșetă largă, se dezvoltă sub pini) precum Suillus viscidus comestibil, (se dezvoltă sub larici).
Posibilă este de asemenea confuzia cu necomestibilul Lactarius rufus, fatală cea cu mortalul Paxillus involutus.

## Specii asemănătoare

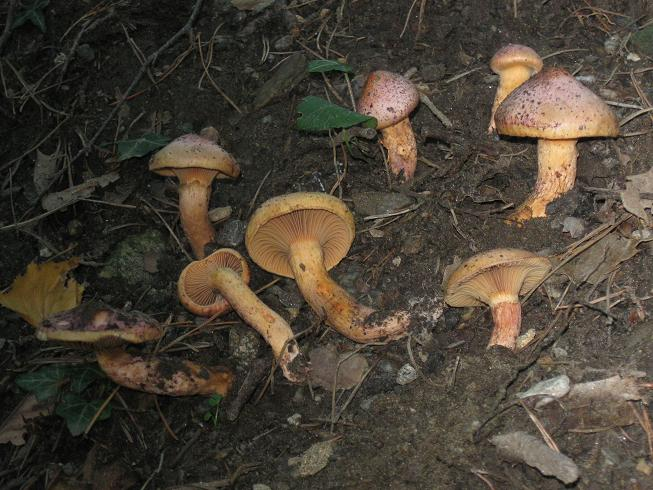
Chroogomphus sin. Gomphidius helveticus
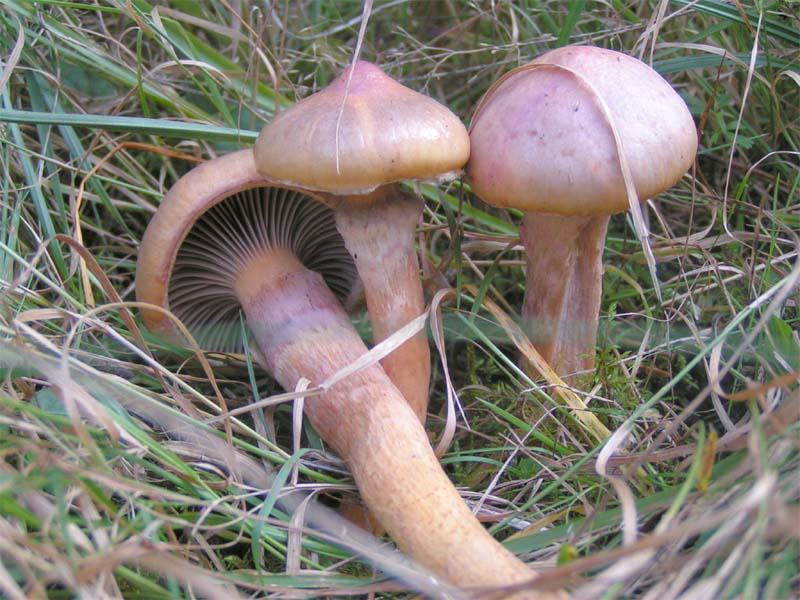
Chroogomphus rutilus sin. Gomphidius viscidus
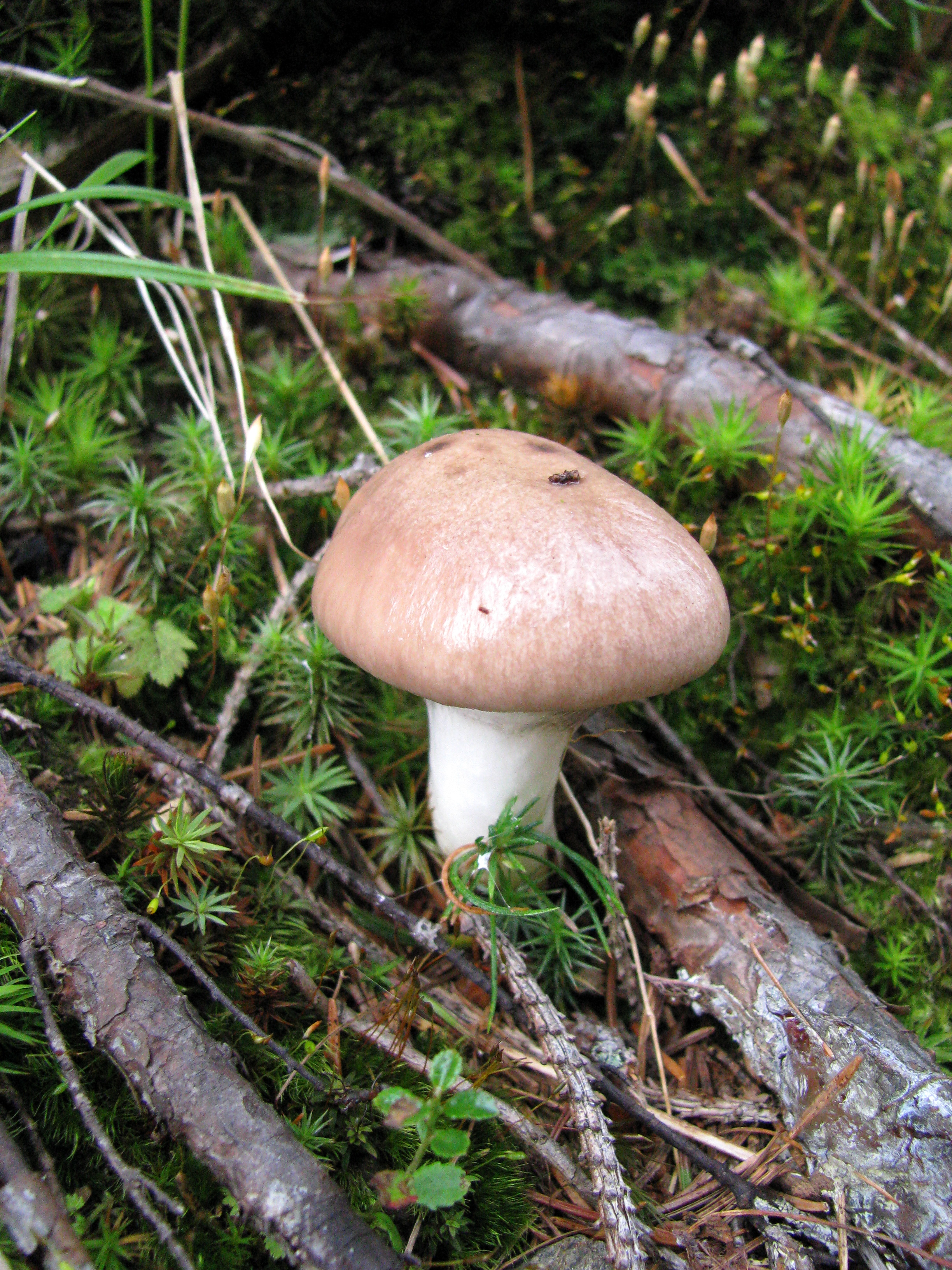
Gomphidius gracilis
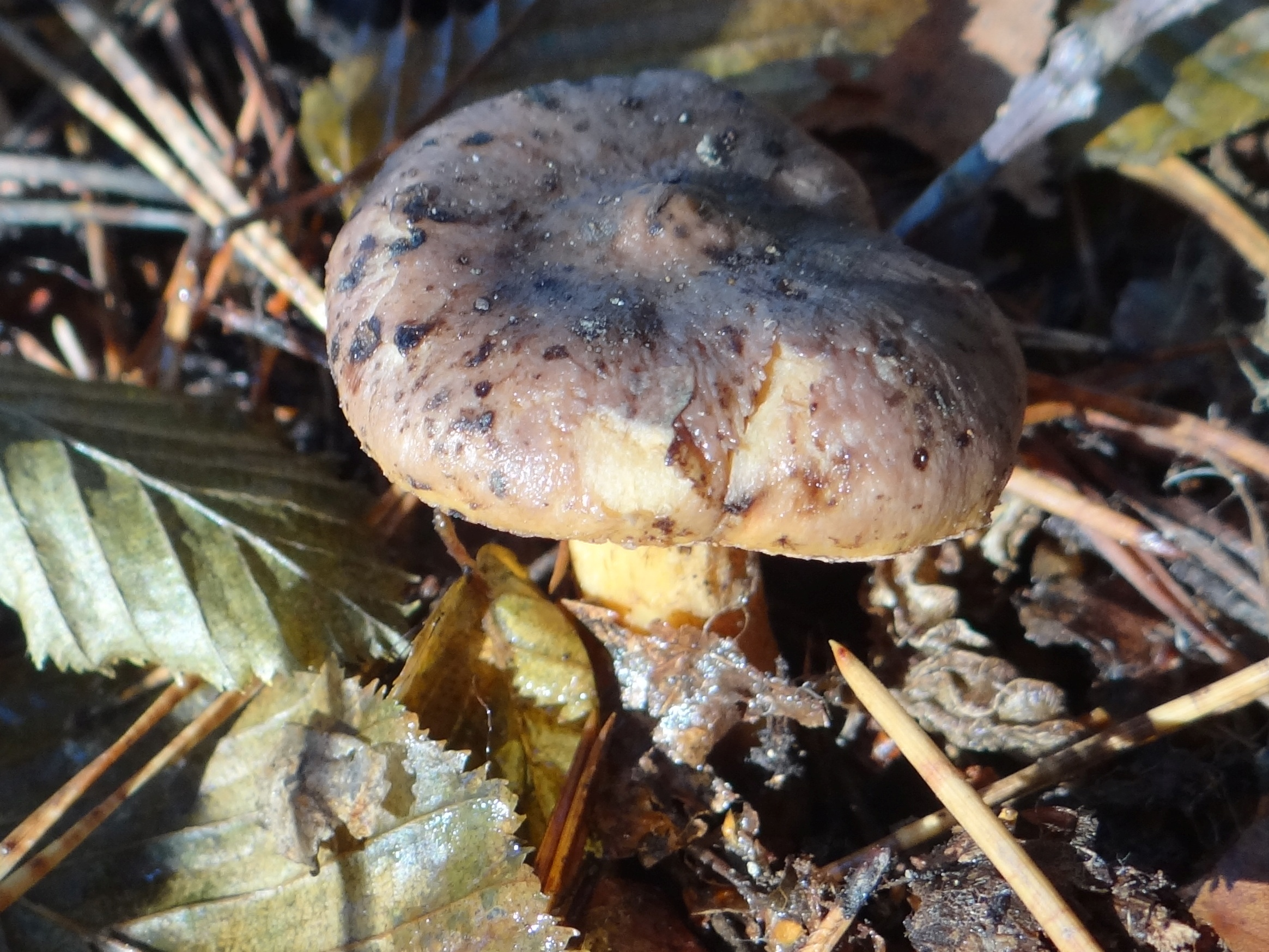
Gomphidius maculatus
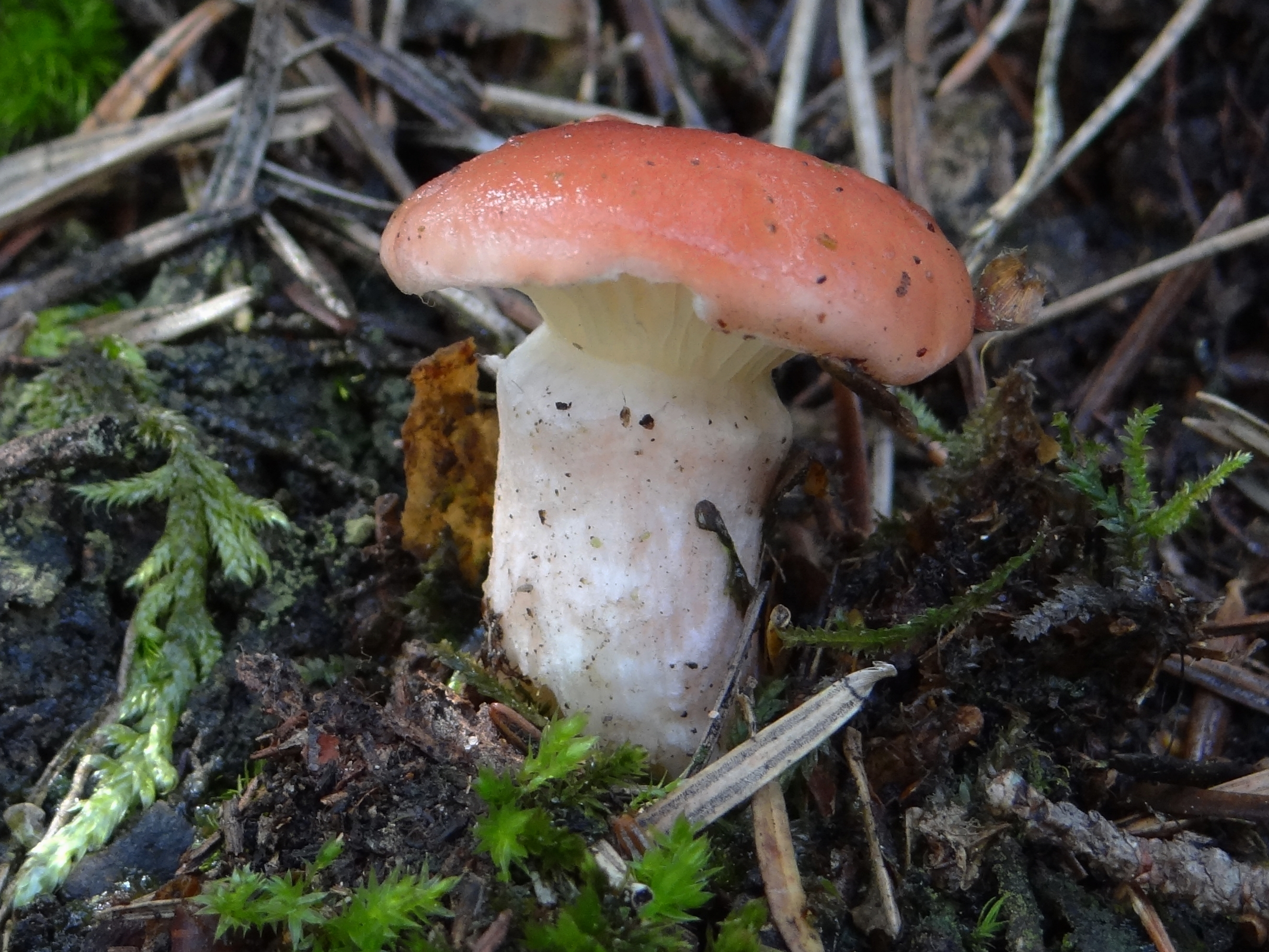
Gomphidius roseus

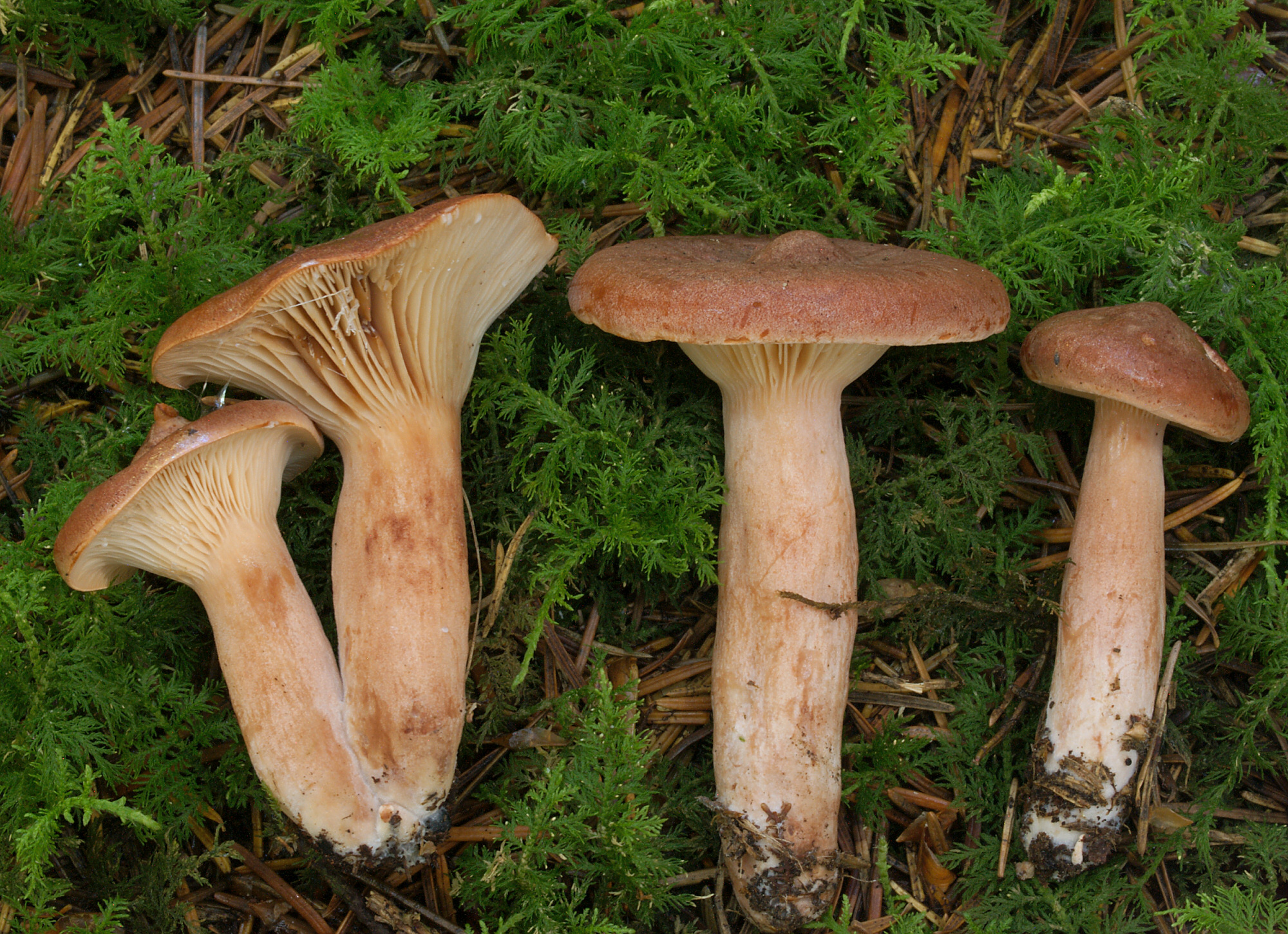
!Lactarius rufus!
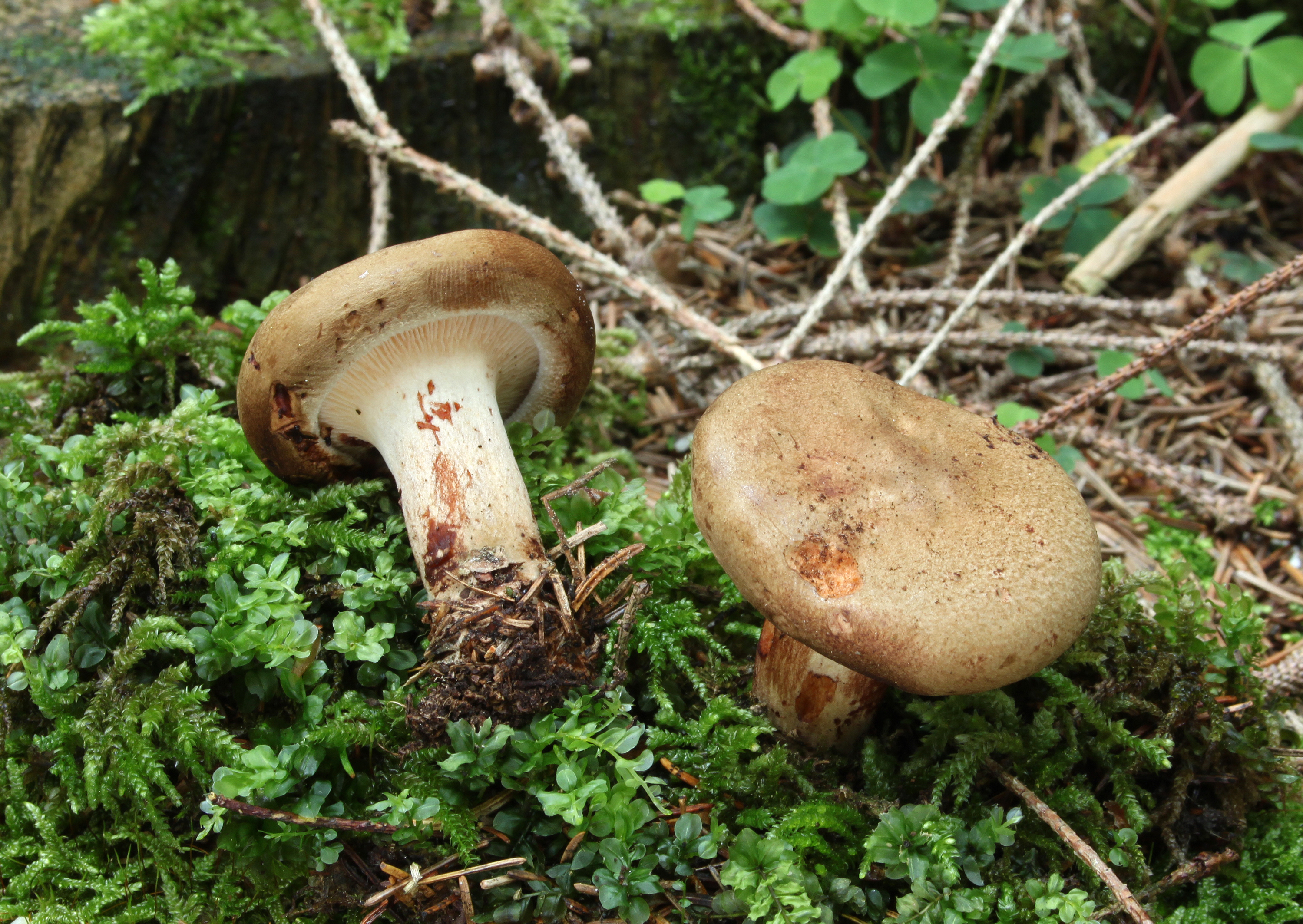
!!!Paxillus-involutus!!!
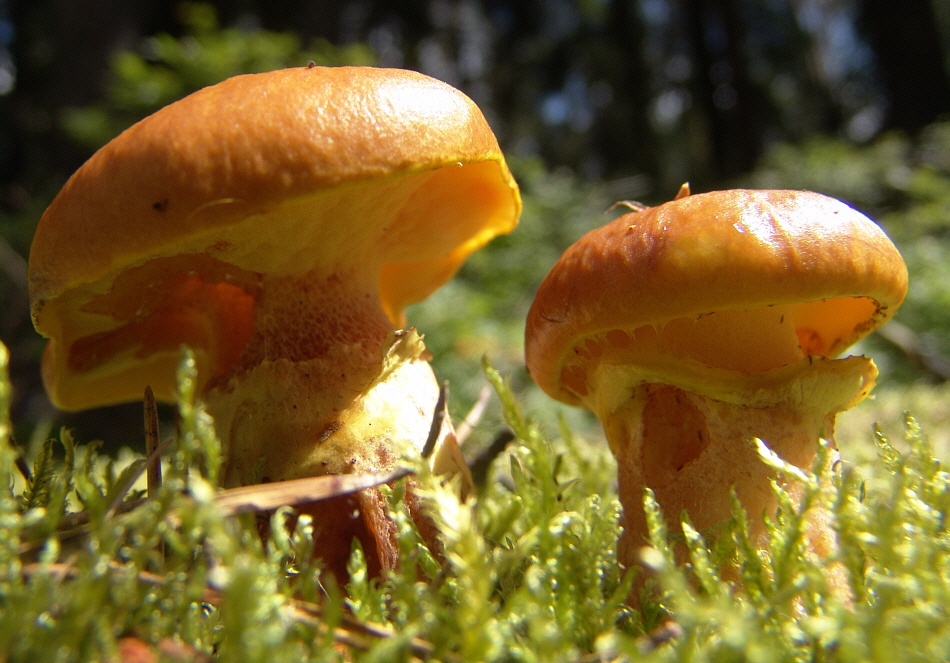
Suillus grevillei
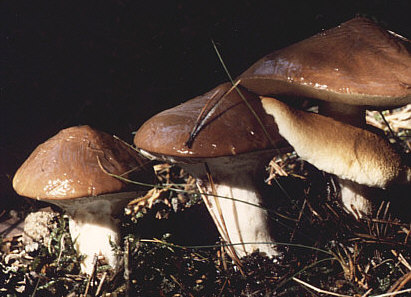
Suillus luteus
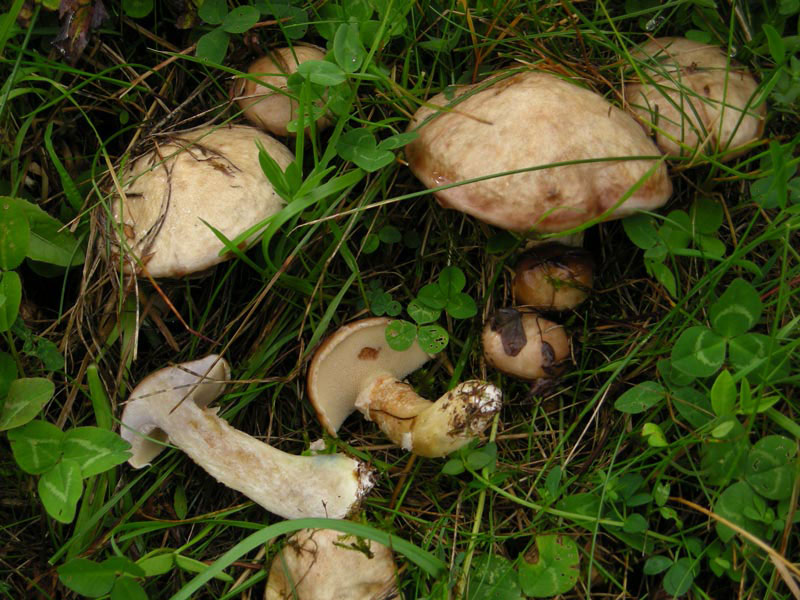
Suillus viscidus

## Valorificare
Nefiind o ciuperca apreciata culinar, există numai puține rețete specifice acestei specii, ca de exemplu bălușce fierte într-o salată de carne de vită din bot sau cerul gurii (pusă în saramură, fiartă, tăiată felii subțiri) cu măsline verzi în vinegretă sau prăjite și servite într-un sos de Hasmațuchi. Astfel se recomandă de a folosi specia în mâncăruri unde nu ciuperca este ingredientul de bază a cărei savoare să fie scoasă în evidență.
Un aspect ar trebuie fi luat în considerație: Gomphidius glutinosus concentrează cesiu-137 radioactiv la niveluri de peste 10.000 de ori față de nivelurile de fond, pricinuit de faptul că creste pe mușchi (dispersat în mediu prin contaminare radioactivă, în urma accidentului nuclear de la Cernobîl). Bureți care nu se culeg de pe mușchi sunt inofensivi.